# Karen Minier
Karen Minier (Charleroi; 22 de marzo de 1973) es una presentadora de televisión belga.
Estudió periodismo en la Universidad Libre de Bruselas y luego firmó con una agencia de modelos. Entrevistó a pilotos de Fórmula 1 en las temporadas 2003 y 2004 para el programa francés de TF1 F1 in One y presentó el programa They have ways of making you talk en 2005 en Teva. Participó en el Rally du Princess en 2005 y 2006, durante el cual ganó una etapa. En 2006 copresentó cuatro episodios de Les enfants de la télé junto a Arthur. Después del nacimiento de su hijo, volvió a modelar en la Agencia Dominique Models.
En 2005, comenzó una relación con el piloto escocés de F1 David Coulthard. Minier dio a luz al hijo de la pareja el 21 de noviembre de 2008, en Bruselas. Minier tiene una hija de una relación anterior. La pareja contrajo matrimonio en Mónaco el 27 de noviembre de 2013.